# Lara Crestanello
Lara Crestanello, née le 21 mars 2002 à Vicence est une coureuse cycliste professionnelle italienne, courant à la fois sur route et sur piste.

## Biographie
Lara Crestanello passe professionnelle au sein de l'équipe Bepink en 2021. Elle s'illustre notamment lors de sa première saison avec une 7e place sur la Picto-Charentaise remportée par Marta Lach.
En 2023, toujours chez la Bepink, elle finit 4e du Grand Prix Yvonne Reynders.
À la fin de la saison, elle quitte la Bepink au profit de l'équipe BTC City Ljubljana Zhiraf.
Pour la saison 2025, toujours au sein de l'équipe BTC City, elle commence sa saison en Croatie sur l'Umag Trophy Ladies, qu'elle remporte au sprint. Elle signe alors sa première victoire UCI de sa carrière.

## Palmarès sur route

### Par années
- 2019
  - 3e du championnat d'Italie sur route juniors
- 2024
  - 3e du Belgrade GP Woman Tour
- 2025
  - Umag Trophy Ladies

### Classements mondiaux
| Année                                 | 2021 | 2022  | 2023 | 2024 |
| ------------------------------------- | ---- | ----- | ---- | ---- |
| Classement UCI                        | 867e | 1155e | 790e | 553e |
| UCI World Tour                        | nc   | nc    | nc   | 305e |
|                                       |      |       |      |      |
| Légende : nc = non classéSource : UCI |      |       |      |      |

## Palmarès sur piste

### Championnats d'Europe
| Édition / Épreuve                 | Poursuite par équipe | Scratch | Américaine |
| Fiorenzuola d'Arda 2020 (juniors) | Argent               | Bronze  | Bronze     |
| Anadia 2023 (espoirs)             | Bronze               |         |            |

### Championnats nationaux
- 2022
  - 2e de la poursuite par équipes
  - 3e de la vitesse par équipes
- 2023
  - 3e de la course aux points
  - 3e de l'américaine